# Davilex Games
Davilex Games B.V. era un'azienda olandese che sviluppava e pubblicava videogiochi. È stata fondata nel 1986 a Houten, nei Paesi Bassi.
È conosciuta soprattutto per il media franchise Racer, di cui i giochi London Racer e London Racer II hanno venduto complessivamente 600000 copie nel Regno Unito. Le vendite di Autobahn Raser (altro capitolo della serie) in Germania da gennaio a settembre del 1998 ammontano invece a 103000 unità, facendo di esso il sesto gioco più venduto nella regione durante quel periodo.
La divisione per lo sviluppo e la pubblicazione di videogiochi di Davilex ha chiuso nel 2005 a causa degli scarsi profitti e dell'accoglienza generalmente negativa dei giochi dell'azienda.

## Storia
Davilex Games B.V. è stata fondata nel 1986 da David Brons e Lex van Oorspronk, due ex compagni di scuola che iniziarono la propria attività con lo sviluppo di un software per la gestione delle azioni finanziarie. Il nome della compagnia è una contrazione dei nomi David e Lex.
Inizialmente, l'obbiettivo dell'azienda era quello di sviluppare software intuitivi ed economici. Più avanti nel tempo invece la Davilex Games B. V. ha incominciato a occuparsi anche di pubblicazione, marketing, vendite e distribuzione nell'ambito videoludico. Nonostante le intenzioni dell'azienda, non si è mai spinta oltre lo sviluppo e la pubblicazione di giochi di serie B, ma è comunque riuscita a raggiungere delle vendite elevate attingendo al mercato locale con giochi ambientati nello scenario olandese, come A2 Racer (ambientato nell'autostrada A2) o AmsterDoom (sparatutto in prima persona ambientato nella capitale olandese). Molti dei giochi dell'azienda ambientati in Olanda sono stati riadattati per altri paesi come Germania, Francia e Regno Unito, cambiando l'ambientazione e il titolo del gioco, riuscendo a raggiungere il successo anche all'estero.
L'azienda ha poi chiuso nel 2005 principalmente a causa delle scarse vendite nell'ultimo periodo della casa di sviluppo, ma anche a causa dell'accoglienza fredda per alcuni dei giochi della compagnia.

## Giochi

### SerieRedCat
- RedCat: Rekenen - De Razende Rekenrace (1996)
- RedCat Spookkasteel (1997)
- RedCat SuperKarts (2000)

### SerieRacer
- A2 Racer (1997)
- Autobahn Raser (1998)
- A2 Racer II (1998)
- London Racer (1999)
- A2 Racer III: Europa (2000)
- Autobahn Raser II (2000)
- Grachten Racer (2000)
- Holiday Racer (2000)
- Paris-Marseille Racing (2000)
- A2 Racer IV: The Cop's Revenge (2001)
- Europe Racing (2001)
- Speedboat Raser Europa (2001)
- Miami Speedboat Racer (2002)
- USA Racer (2002)
- London Racer II (2002)
- Paris-Marseille Racer II (2002)
- Autobahn Racer IV (2002)
- Bikini Beach: Stunt Racer (2003)
- London Racer: World Challenge (2003)
- Autobahn Raser: Das Spiel zum Film (2004)
- Amsterdam Taxi Madness (2004)
- Taxi Raser (2004)
- London Racer: Destruction Madness (2005)
- London Racer: Police Madness (2005)

### SerieKnight Rider
- Knight Rider: The Game (2002)
- Supercar 2: Knight Rider (2004)

### Altri giochi
- Inspecteur Banaan en de ontvoering van Mabella (1996)
- WK '98 Voetbal Avontuur (1997)
- AmsterDoom (2000)
- Deutschland Europameister 2000 (2000)
- Invasion Deutschland (2000)
- Casino Mogul (2002)
- Alarm for Cobra 11: Hot Pursuit (2004)
- 112 Reddings Helikopter (2004)
- Miami Vice (2004)
- SAS Anti-Terror Force (2005)
- Red Baron (2005)[2]